# Kanokogi Takeshirō

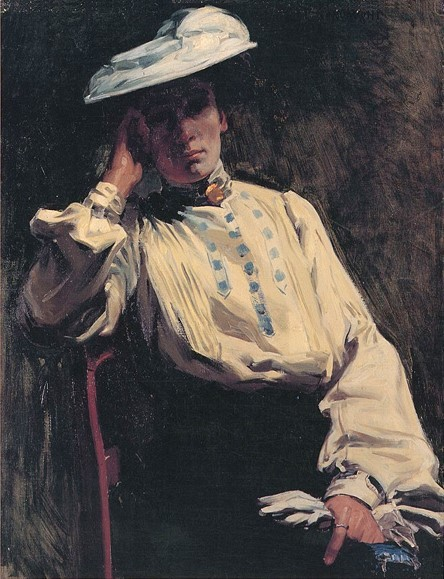
Europäische Frau

Kanokogi Takeshirō (japanisch 鹿子木 孟郎, Künstlername: Futō Sanjin (不倒山人); geb. 19. November 1874 in der Präfektur Okayama; gest. 3. April 1941) war ein japanischer Maler der Yōga-Richtung während der Meiji-, Taishō- und frühen Shōwa-Zeit.

## Leben und Werk
Kanokogi studierte Malerei zunächst unter Matsubara Sangorō (松原 三五郎; 1864–1946), ging dann aber nach Tōkyō und studierte weiter an der Fudōsha (不同社), der Schule, die Koyama Shōtarō eingerichtet hatte und leitete. Von 1900 bis 1903 ging er nach Frankreich und studierte in Paris, anders als seine japanischen Kollegen, nicht unter Collin, sondern unter Jean-Paul Laurens.
Nach seiner Rückkehr richtete Kanokogi eine eigene Schule in Kyōto ein und bemühte sich um die Einführung der Malerei im westlichen Stil in der Kansai-Gegend. Er war Mitglied der Künstlervereinigung Taiheiyō Gakai (太平洋画会) und gründete mit Nakazawa Iwata (中沢 岩太; 1858–1943), Asai Chū und anderen das Kansai Bjijutsuin (関西美術院). 1906 konnte er, wieder in Frankreich, Bilder in einem der Pariser Salons ausstellen.
Außerdem war er Juror für die staatliche jährliche Kunstausstellung Bunten und die spätere Teiten.

## Bilder

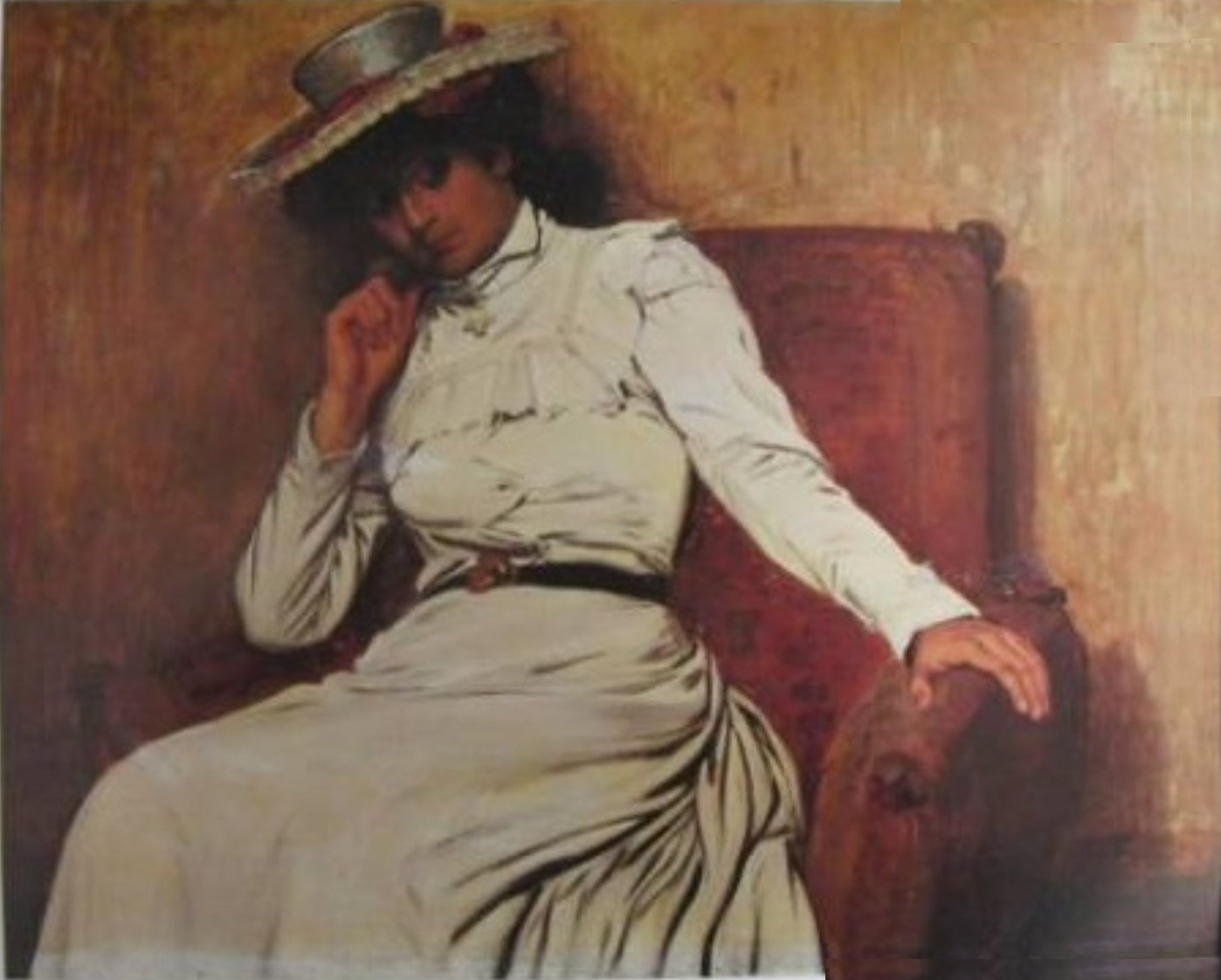
Europäische Frau
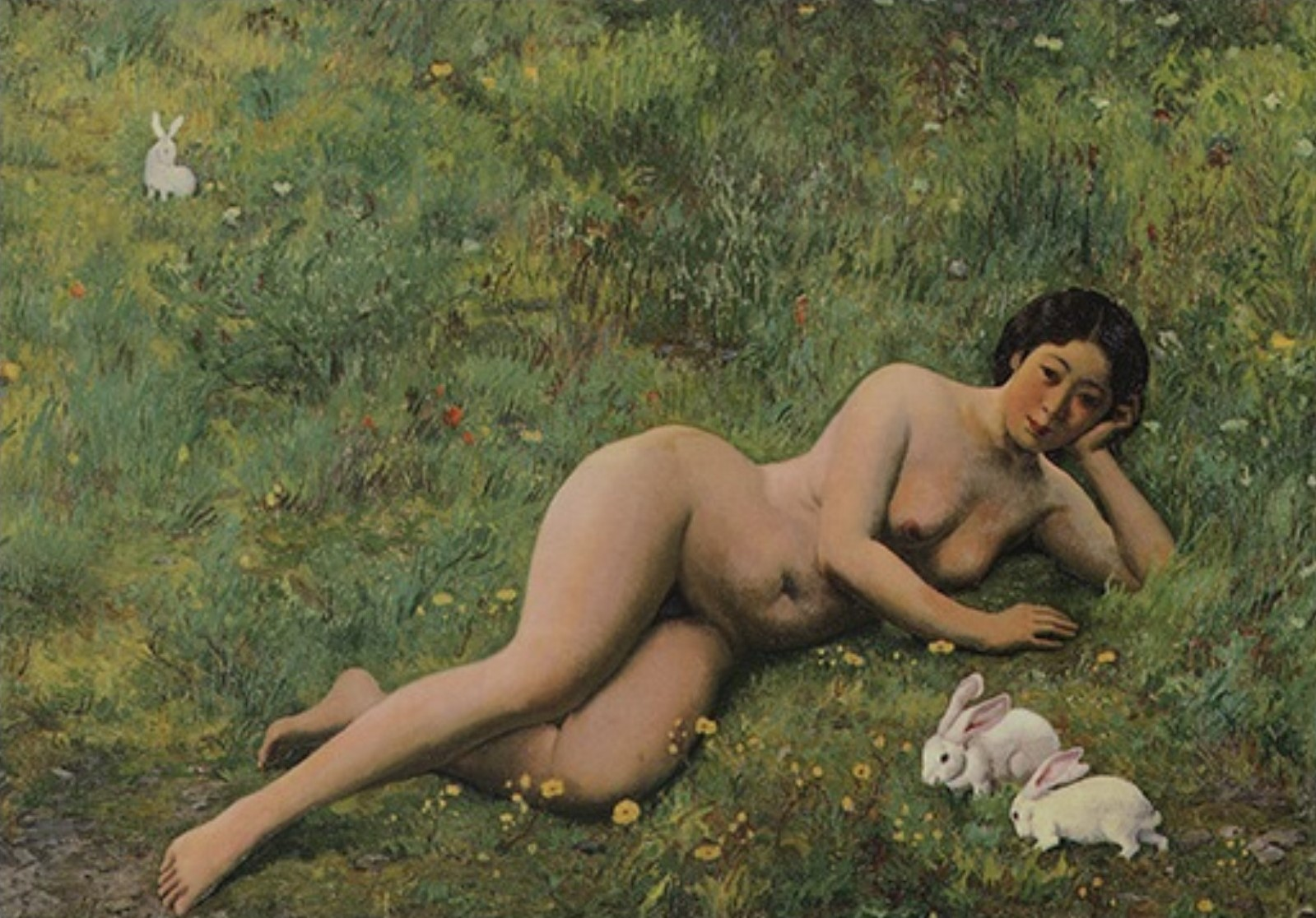
Mond
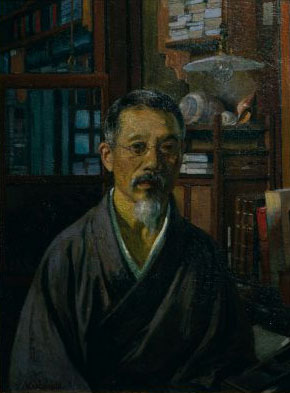
Dr. Kaio Hirase
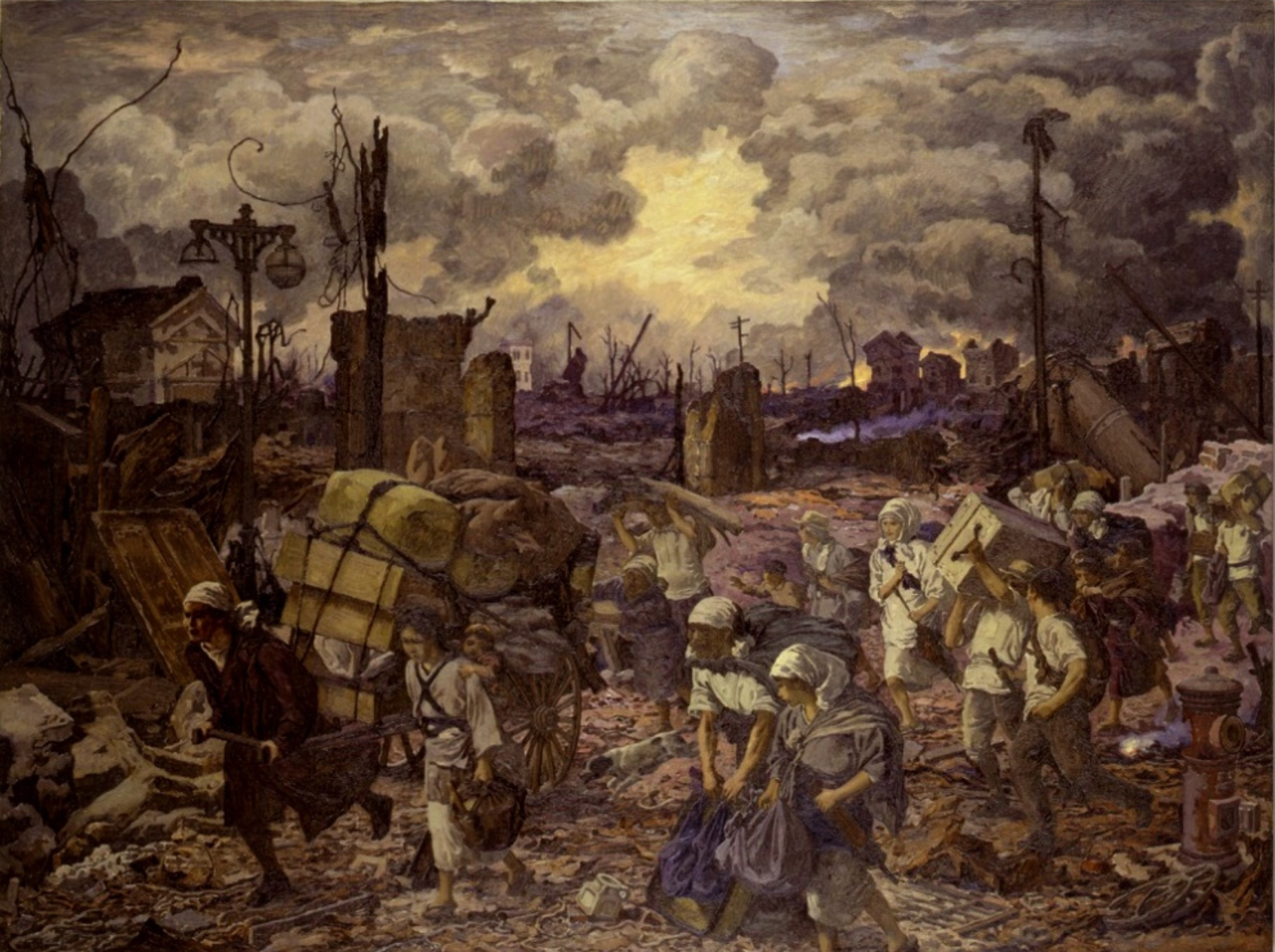
Großes Kantō-Erdbeben 1923
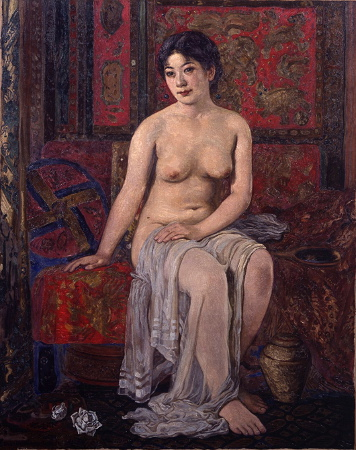
Frau mit weißer Rose
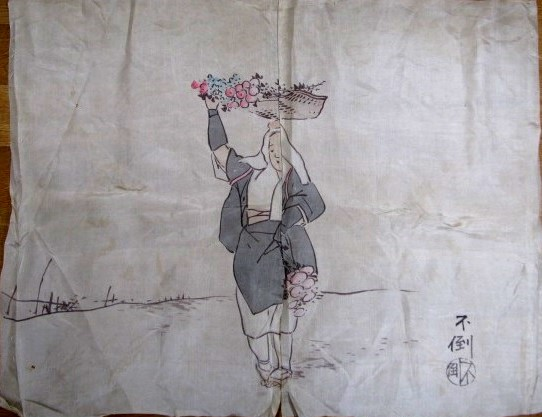
Zeichnung, signiert mit „Futō“